# غافين مكغوان
غافين مكغوان (بالإنجليزية: Gavin McGowan)‏ هو لاعب كرة قدم بريطاني في مركز الدفاع، ولد في 16 يناير 1976 في بلاكهيث في المملكة المتحدة. لعب مع نادي أرسنال ونادي لوتون تاون.

## وصلات خارجية
- غافين مكغوان على موقع قاعدة بيانات كرة القدم.إي يو (الإنجليزية)
- غافين مكغوان على موقع Soccerbase.com (لاعب) (الإنجليزية)
- غافين مكغوان على موقع عالم كرة القدم.نت (الإنجليزية)